# Musée Gotō

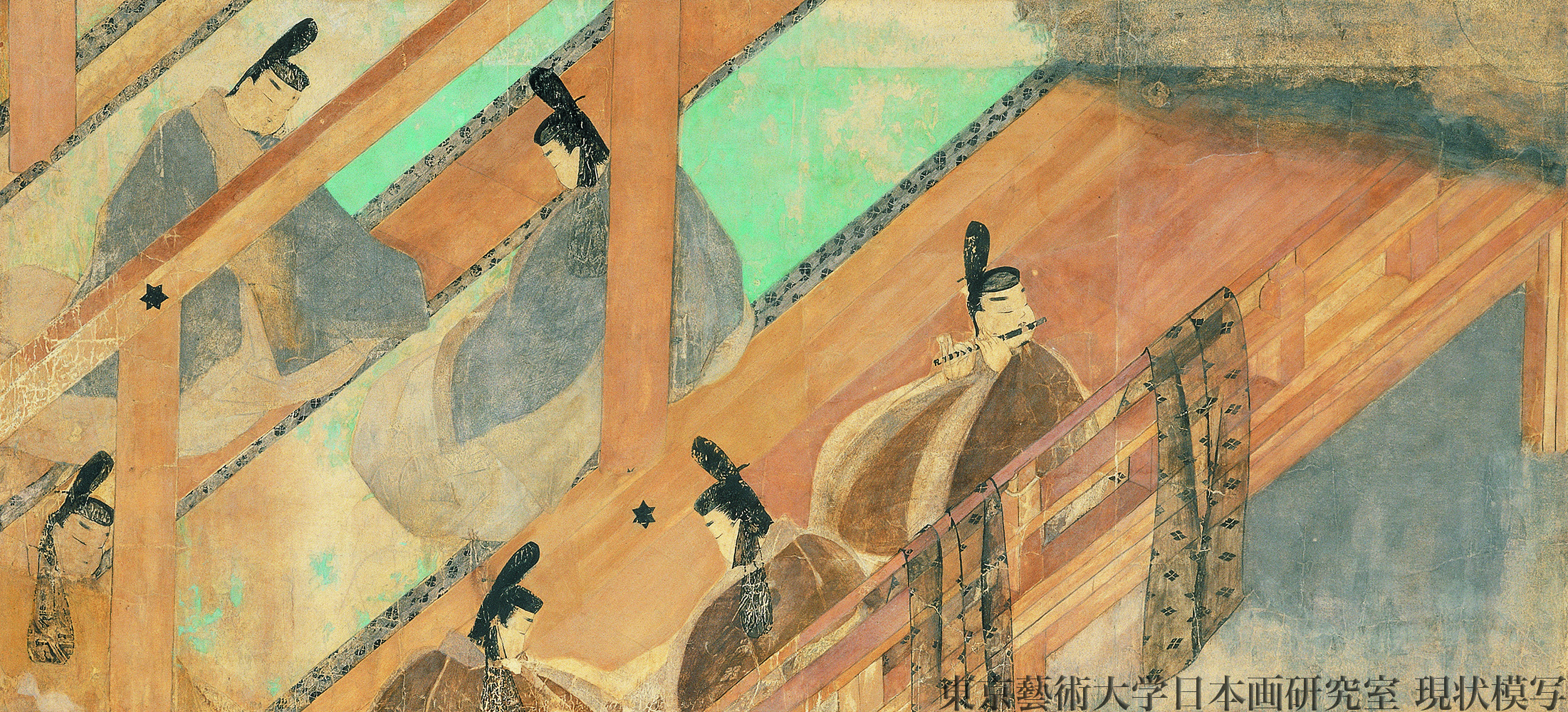
Scène du Genji monogatari, dans les collections du musée Gotō.

Le musée Gotō (五島美術館, Gotō Bijutsukan) est un musée privé situé dans le quartier Kaminoge de Setagaya à la périphérie sud-ouest de Tokyo, au Japon.

## Historique
Le musée Gotō ouvre en 1960 avec une exposition de la collection privée de Keita Gotō, président du Tokyu Group (en). La collection actuelle est centrée autour de la sélection originale d'art japonais et chinois classique, tels que des peintures, des écrits, de l'artisanat et des objets archéologiques, complétés par une petite sélection d'arts coréens. Il comprend plusieurs objets désignés trésor national du Japon ou bien culturel important. L'exposition change plusieurs fois par an avec des ouvertures spéciales au printemps et en automne. Un jardin avec une maison de thé, des étangs et de petites statues bouddhistes est attaché au musée.

## Points saillants de la collection

### Genji Monogatari Emaki
L'une des œuvres les plus importantes conservées dans le musée sont des parties du plus ancien rouleau portatif illustré encore existant du Genji monogatari datant du XIIe siècle. Ces rouleaux illustrés du Dit du Genji appartenaient à la famille Hachisuka. Ces fragments couvrent les chapitres 38 (Le grillon grelot (鈴虫, suzumushi)), 39 (Le brouillard du soir (夕霧, yūgiri)) et 40 (La loi du Bouddha (御法, minori)) du roman.
- Le grillon grelot 1 : une illustration (troisième princesse avec femme de chambre et l'ourlet de la robe de Genji), deux pages de texte
- Le grillon grelot 2 : une illustration (conversation entre Reizei et Genji lors d'un concert informel), deux pages de texte
- Le brouillard du soir : une illustration (Kumoi no kari, jalouse, essaie de s'emparer d'une lettre de son mari Yugiri qui est le fils de Genji), deux pages de texte
- La loi du Bouddha : une illustration (échange de poèmes entre Genji, Murasaki mourant et l'impératrice Akashi, sa fille adoptive), trois pages de texte

Les fragments sont très fragiles et désignés Trésors nationaux du Japon. Ils sont exposés chaque année au musée pendant environ une semaine en avril/mai autour des vacances de la golden week. D'autres rouleaux sont hébergés au musée d'art Tokugawa à Nagoya.

### Murasaki Shikibu Diary Emaki
Les fragments avec illustrations des rouleaux enluminés du journal intime de Murasaki Shikibu du XIIIe siècle constituent un autre élément important et trésor national de la collection du musée. Trois illustrations et trois pages de texte se trouvent dans le musée. Les éléments sont affichés au musée Gotō chaque année pendant environ une semaine à l'automne. D'autres parties sont conservées au musée d'art Fujita à Osaka.